# Săgeată (geometrie)

Vizualizarea unei săgeți (S)

În geometrie, săgeata (abreviată uneori ca sag) unui arc de cerc este distanța de la mijlocul arcului la mijlocul coardei care îl subîntinde. Noțiunea este folosită mult în arhitectură la calculul unui arc de o anumită lungime și înălțime, precum și în optică la realizarea oglinzilor și lentilelor sferice. Termenul provine din limba latină:sagitta.

## Formule
În următoarele relații s este săgeata (adâncimea sau înălțimea arcului), r este raza cercului iar l lungimea coardei de la baza arcului. Deoarece l/2 și r − s sunt cele două catete ale unui triunghi dreptunghic cu r ca ipotenuză, din teorema lui Pitagora se obține
{\displaystyle r^{2}=\left({\frac {l}{2}}\right)^{2}+\left(r-s\right)^{2}.}
Din relație se poate calcula oricare dintre cele trei valori:
{\displaystyle {\begin{aligned}s&=r-{\sqrt {r^{2}-{\left({\frac {l}{2}}\right)^{2}}}},\\[5px]l&=2{\sqrt {2rs-s^{2}}},\\[5px]r&={\frac {s^{2}+\left({\frac {l}{2}}\right)^{2}}{2s}}={\frac {s}{2}}+{\frac {l^{2}}{8s}}.\end{aligned}}}
Săgeata poate fi calculată și cu funcția versinus, pentru un arc care corespunde unui unghi de Δ = 2θ,și coincide cu versinus pentru cercul unitate
{\displaystyle s=r\operatorname {versin} \theta =r\left(1-\cos \theta \right)=2r\sin ^{2}{\frac {\theta }{2}}.}

## Aproximare
Când săgeata este mică în comparație cu raza, ea poate fi aproximată prin formula
{\displaystyle s\approx {\frac {l^{2}}{8r}}.}
Alternativ, dacă săgeata este mică și săgeata, raza și lungimea coardei sunt cunoscute, acestea pot fi utilizate pentru a estima lungimea arcului prin formula
{\displaystyle a\approx l+{\frac {2s^{2}}{r}},}
unde a este lungimea arcului; această formulă a fost cunoscută de matematicianul chinez Shen Kuo și o formulă mai precisă conținând și săgeata a fost dezvoltată două secole mai târziu de Guo Shoujing.

## Aplicații
Arhitecții, inginerii și constructorii folosesc aceste relații pentru a crea arce „aplatizate” care sunt utilizate la pereți curbi, tavane arcuite, poduri și numeroase alte aplicații.
Săgeata are, de asemenea, utilizări în fizică, unde este utilizată împreună cu lungimea coardei pentru a calcula raza de curbură a unei particule accelerate. Această metodă este utilizată în special în experimentele cu camera cu bule pentru a determina impulsul particulelor provenite din descompuneri. De asemenea, săgeata este utilizată ca parametru în calculul corpurilor în mișcare într-un sistem centripet. Această metodă este utilizată în Philosophiæ Naturalis Principia Mathematica a lui Isaac Newton.